# Пласкетт, Джеймс
Харолд Джеймс Пласкетт (Джим; англ. Harold James Plaskett; род. 18 марта 1960, Декелия, Британский Кипр) — английский шахматист, гроссмейстер (1985).
Первый успех в чемпионате Европы среди юношей (1978/1979) — 3-е место. В чемпионате мира среди юношей (1979) — 3—6-е места. В чемпионате Великобритании (1984) — 2—4-е места.
Лучшие результаты в международных соревнованиях: Рамсгит (1979) — 1-е; Гастингс (1981/1982; побочный турнир) — 1-е; Эсбьерг (побочный турнир) и Луишем (1982) — 1-е; Париж, Манчестер и Лондон (1983) — 1-е: Гёусдал (1983) — 2—3-е; Пловдив (1984) — 1-е; Гастингс (1984/1985) — 2—5-е; Ярвенпя (Финляндия; 1985) — 1—3-е; Лугано (1986) — 1—4-е места.

## Изменения рейтинга
| Графики недоступны из-за технических проблем. См. информацию на Фабрикаторе и на mediawiki.org. |